# Pawan Kumar
Pawan Kumar (sinh ngày 12 tháng 5 năm 1995) là một cầu thủ bóng đá người Ấn Độ thi đấu ở vị trí trung vệ cho FC Pune City ở Indian Super League.

## Sự nghiệp
A product of AIFF Academy, Kumar ra mắt cho Salgaocar ngày 28 tháng 12 năm 2014 trước Bengaluru FC ở Cúp Liên đoàn. Anh đá chính và Salgaocar thất bại 2–3. Anh cũng đá chính ở trận đấu thứ hai tại Cúp Liên đoàn khi đội bóng giành chiến thắng 2-1 trước Shillong Lajong.

## Quốc tế
Kumar từng đại diện cho U-19 Ấn Độ.

## Thống kê sự nghiệp
Tính đến 30 tháng 5 năm 2015
| Câu lạc bộ          | Mùa giải            | Giải vô địch        | Giải vô địch | Giải vô địch | Cúp Liên đoàn | Cúp Liên đoàn | Cúp Durand | Cúp Durand | AFC     | AFC       | Tổng    | Tổng      |
| Câu lạc bộ          | Mùa giải            | Hạng đấu            | Số trận      | Bàn thắng    | Số trận       | Bàn thắng     | Số trận    | Bàn thắng  | Số trận | Bàn thắng | Số trận | Bàn thắng |
| ------------------- | ------------------- | ------------------- | ------------ | ------------ | ------------- | ------------- | ---------- | ---------- | ------- | --------- | ------- | --------- |
| Salgaocar           | 2014–15             | I-League            | 5            | 0            | 1             | 0             | 0          | 0          | —       | —         | 6       | 0         |
| Tổng cộng sự nghiệp | Tổng cộng sự nghiệp | Tổng cộng sự nghiệp | 5            | 0            | 1             | 0             | 0          | 0          | 0       | 0         | 6       | 0         |